# Sara Maria Blasi i Gutiérrez
Sara Maria Blasi i Gutiérrez (Barcelona, 1942) és una pedagoga catalana de reconegut prestigi, ha exercit diversos càrrecs directius com a Inspectora d'Educació del Departament d'Ensenyament de la Generalitat de Catalunya.

## Biografia
Apareix reiteradament citada en llibres històrics sobre el Camp de la Bota. "Cal dir que el treball de traspàs massiu de nens i nenes del Camp de la Bota i d'altres espais de barraques a les escoles de la Mina no va ser gens fàcil;la massificació, la barreja de tanta gent diversa i desconeguda, d'altres estils escolars o d'infants que no havien estat escolaritzats va generar molts problemes. Que tot això no acabés en un desastre va ser gràcies als impagables esforços de la majoria de mestres i a la implicació de la inspectora Sara Blasi que alhora també ho era del Camp de la Bota."
Ha estat diputada provincial de Barcelona per CiU. Fou Directora General Ensenyament Primari de Catalunya de la Generalitat de Catalunya de 1980 a 1987. Regidora de l'Ajuntament de Barcelona de 1987 a 1994. Ha presidit el Consell Escolar de Catalunya entre el 2000 i el 2004 i fou la primera cap del Servei d'Ensenyament del Català (SEDEC), vinculat als programes d'immersió lingüística a l'escola. Fou un dels membres fundadors, el 1984, de la Societat Catalana de Pedagogia.
El 2007 li fou atorgada la Creu de Sant Jordi. És presidenta de la Fundació Artur Martorell.
El 13 d'abril del 2013 diverses institucions i associacions vinculades a l'ensenyament li van retre un homenatge a l'Institut d'Estudis Catalans. L'acte fou presidit per la Consellera d'Ensenyament, Irene Rigau.